# Ireneusz Zarzycki
Ireneusz Andrzej Zarzycki (ur. 12 września 1950 w Sanoku) – polski polityk i działacz związkowy, senator III i IV kadencji.

## Życiorys
Absolwent II Liceum Ogólnokształcącego w Sanoku z 1968. Do 1990 pracował m.in. w Państwowym Ośrodku Maszynowym w Sanoku oraz w Spółdzielni Kółek Rolniczych w Komańczy. W latach 80. został działaczem „Solidarności”. Po wyborach do Sejmu kontraktowego w 1989 znalazł się w grupie przedstawicieli „Solidarności” zaproszonych do składu Komisji zaopatrzenia ludności, drobnej wytwórczości, usług i rolnictwa Miejskiej Rady Narodowej w Sanoku. 14 marca 1992 został przewodniczącym zarządu Regionu Podkarpacie „Solidarności” w Krośnie, którym kierował przez dwie kadencje kierował. Pozostał później etatowym pracownikiem związku.
Od 1993 do 2001 sprawował mandat senatora III kadencji z ramienia NSZ „Solidarność” (1993–1997, w okręgu województwa krośnieńskiego) oraz IV kadencji z ramienia Akcji Wyborczej Solidarność (1997–2001), wybranego w województwie krośnieńskim. W 2001 nie ubiegał się o reelekcję. W wyborach samorządowych 2002 startując z listy Komitet Wyborczy Wyborców „Podkarpacie Razem” bezskutecznie ubiegał się o mandat radnego sejmiku podkarpackiego. Później związany z Platformą Obywatelską, z list której w 2006 bezskutecznie kandydował na radnego Sanoka.

## Życie prywatne
Żonaty. Jego brat Antoni był radnym Sanoka z listy AWS.